# Seegebiet Mansfelder Land
Seegebiet Mansfelder Land is een gemeente in de Duitse deelstaat Saksen-Anhalt, en maakt deel uit van de landkreis Mansfeld-Südharz.
Seegebiet Mansfelder Land telt 8.916 inwoners.

## Geschiedenis

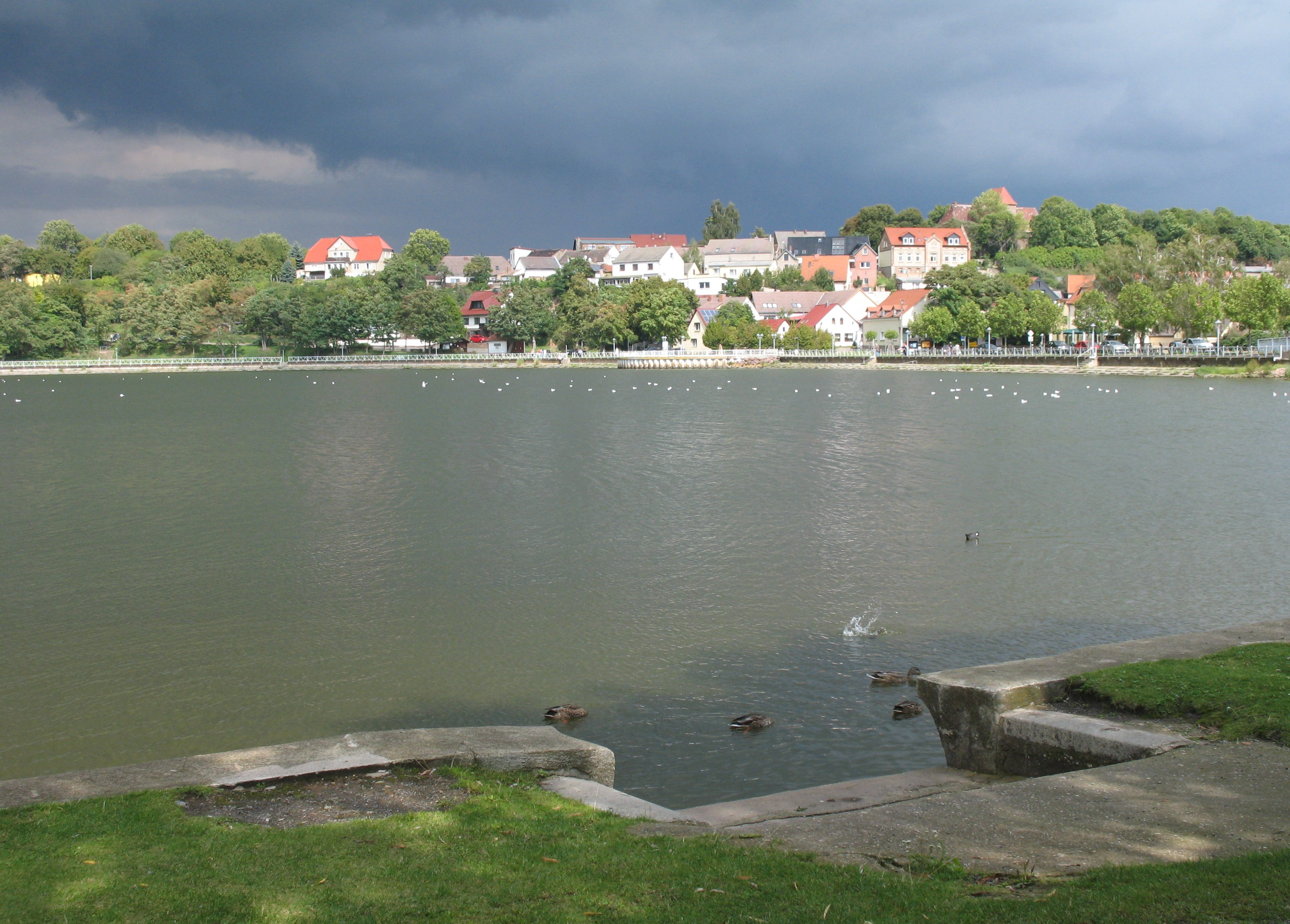
Seeburg

Seegebiet Mansfelder Land is op 1 januari 2010 ontstaan door de samenvoeging van de toenmalige gemeenten Amsdorf, Aseleben, Erdeborn, Hornburg, Lüttchendorf, Neehausen, Röblingen am See, Seeburg, Stedten en Wansleben am See. Op 1 september 2010 kwam daar de toenmalige zelfstandige gemeente Dederstedt nog bij.
Ahlsdorf ·
Allstedt ·
Arnstein ·
Benndorf ·
Berga ·
Brücken-Hackpfüffel ·
Blankenheim ·
Bornstedt ·
Edersleben ·
Eisleben ·
Gerbstedt ·
Helbra ·
Hergisdorf ·
Hettstedt ·
Kelbra ·
Klostermansfeld ·
Mansfeld ·
Sangerhausen ·
Seegebiet Mansfelder Land ·
Südharz ·
Wallhausen ·
Wimmelburg